# Anthericum neghellense
Anthericum neghellense är en sparrisväxtart som först beskrevs av Georg Cufodontis, och fick sitt nu gällande namn av Bjorå och Sebsebe Demissew. Anthericum neghellense ingår i släktet sandliljor, och familjen sparrisväxter. Inga underarter finns listade i Catalogue of Life.